# Dawoud Sulaiman
Dawoud Sulaiman Ali Sulaiman Al Kuetei (Al Ain, 21 febbraio 1990) è un calciatore emiratino, portiere del Al-Ain e della nazionale degli Emirati Arabi Uniti.

## Palmarès

### Club
- UAE Arabian Gulf League: 1

Al-Ain: 2011-2012
- UAE Super Cup: 1

Al-Ain: 2012

### Nazionale
- Coppa delle Nazioni del Golfo: 1

Bahrain 2013